# Línguas salibanas
As línguas salibanas são uma família lingüística conhecida como Sáliba-Piaroa. Está conformada pelas línguas faladas pelos povos ameríndios Sáliba, Piaroa e Wirö ou Maco.
A pertença das línguas sáliba e piaroa uma família foi estabelecida pela primeira vez pelo jesuíta Filippo Salvatore Gilii em 1782, e confirmada por outros jesuítas e pelos agostinianos que os sucederam nas missões.
Paul Rivet em 1920 publicou um cuidadoso estudo comparativo e gramatical que demonstrou a afinidade das duas línguas, que a tradição oral saliba enfatiza e considera como parte da origem comum de ambos os povos.
Todas as classificações subsequentes mantiveram a existência desta família lingüística, mas diferentes autores propuseram adicionar outras línguas: Maco del Ventuari e Cunucunuma; Tinigua del rio Guayabero; Pamigua del Meta e Hodi da Venezuela. Mako é na verdade um dialeto Piaroa e, portanto, parte da família. e atualmente os especialistas acreditam que os tinigua, pamigua e majigua formam uma família independente, sem nenhuma relação próxima com os Sáliba-Piaroa. Uma classificação recente relaciona Sáliba-Piaroa com a língua hodi como a família Hodi-Sáliba. As semelhanças da família Sáliba-Piaroa com a Língua Hoti poderiam ser consideradas como empréstimos de palavras por vizinhança e foi proposta a classificar o hodi dentro da línguas macu; No entanto, Jolkesky (2009) propõe um tronco linguístico Duho no qual inclui a família Sáliba e as línguas Hodi e Ticuna, registrando um percentual relativamente elevado de cognatos de 39 e 42% entre a língua Ticuna e as línguas Sáliba-Piaroa, respectivamente.